# Profound Mysteries III
Profound Mysteries III è l'ottavo album in studio del duo musicale norvegese Röyksopp, pubblicato nel 2022.

## Tracce
1. So Ambiguous – 6:06
2. Me&Youphoria – 4:40
3. Stay Awhile – 6:11
4. The Night – 7:38
5. Lights Out – 5:28
6. Speed King – 9:53
7. The Next Day – 4:16
8. Just Wanted to Know – 4:13
9. Feel It – 8:14
10. Like an Old Dog – 3:55